# Spider-Man: Beyond the Spider-Verse
Spider-Man: Beyond the Spider-Verse är en kommande amerikansk animerad action- och äventyrsfilm, med premiär planerad till 2027. Filmen är regisserad av Joaquim Dos Santos, Kemp Powers och Justin K. Thompson efter ett manus skrivet av Dave Callaham, Phil Lord och Christopher Miller. Filmen är en uppföljare till Spider-Man: Across the Spider-Verse från 2023.
Filmen är planerad att ha biopremiär i Sverige den 4 juni 2027, utgiven av Sony Pictures Releasing. Den var tidigare tänkt att ha premiär den 29 mars 2024, men försenades på grund av skådespelarstrejken i Hollywood som pågick under 2023.

## Handling
Filmen kretsar kring Miles Morales även känd som Spider-Man. Detta är tredje och sista filmen med Miles Morales som Spider-Man, om hans Spider-Verse trilogi.

## Rollista (i urval)
- Shameik Moore – Miles Morales / Spider-Man
- Hailee Steinfeld – Gwen Stacy
- Jake Johnson – Peter B. Parker / Spider-Man
- Jason Schwartzman – Jonathan Ohnn / The Spot
- Issa Rae – Jessica Drew / Spider-Woman
- Luna Lauren Velez – Rio Morales
- Amandla Stenberg – Margo Kess / Spider-Byte
- Karan Soni – Pavitr Prabhakar / Spider-Man India
- Brian Tyree Henry – Jefferson Davis
- Jharrel Jerome – Miles G. Morales / The Prowler
- Kimiko Glenn – Peni Parker
- John Mulaney – Spider-Ham
- Oscar Isaac – Miguel O'Hara / Spider-Man 2099
- Daniel Kaluuya – Hobie Brown / Spider-Punk
- Mahershala Ali – Aaron Davis[4]